# Stazione di Tesserete
La stazione di Tesserete della Società per la Tramvia Elettrica Lugano Tesserete (LT) è stata una stazione ferroviaria, capolinea della ex ferrovia Lugano-Tesserete chiusa il 28 maggio 1967.

## Storia
La stazione venne aperta nel 1909 insieme alla linea e venne chiusa il 28 maggio 1967.

## Strutture e impianti

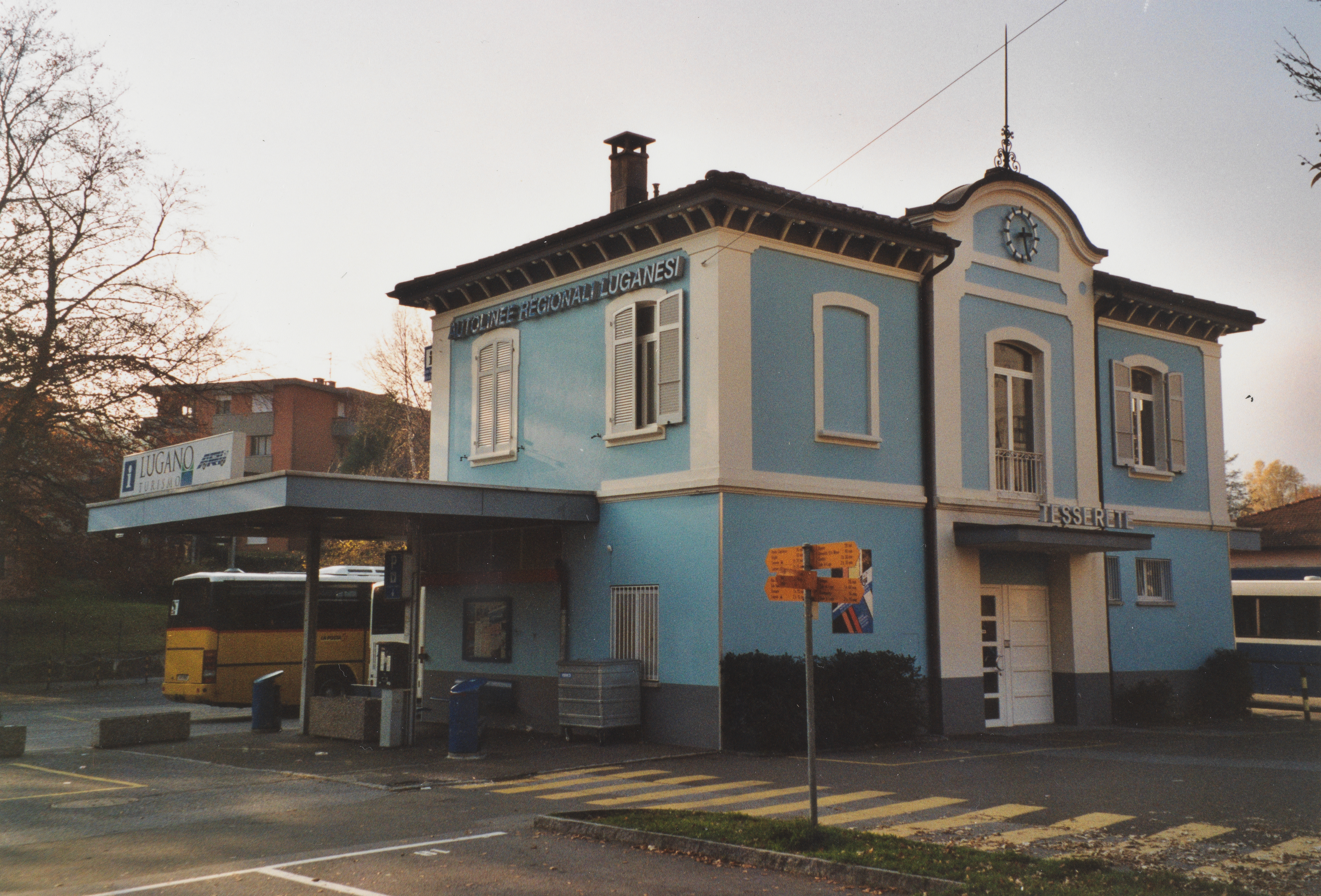
Nel 2001

Era composto da un fabbricato viaggiatori, tre depositi locomotive e cinque binari. Ad oggi (2015) rimangono solo la stazione, tre depositi locomotive riutilizzati per il deposito dei bus mentre i cinque binari vennero smantellati.